# Bertolonia wurdackiana
Bertolonia wurdackiana är en tvåhjärtbladig växtart som beskrevs av José Fernando Andrade Baumgratz. Bertolonia wurdackiana ingår i släktet Bertolonia och familjen Melastomataceae. Inga underarter finns listade i Catalogue of Life.